# Карпівська сільська територіальна громада
Карпівська сільська територіальна громада — територіальна громада в Україні, в Криворізькому районі Дніпропетровської області. Адміністративний центр — село Карпівка.
Площа громади — 306 км², населення — 4409 мешканців (2018).
Утворена 27 квітня 2017 року шляхом об'єднання Миколаївської селищної ради та Новомалинівської сільської ради Широківського району.
17 липня 2020 року, в результаті адміністративно-територіальної реформи та ліквідації Широківського району, колишня територія громади повністю увійшла до складу Криворізького району.

## Населені пункти
До складу громади входить 26 сіл: 
- Андріївка
- Веселий Став
- Вишневе
- Городуватка
- Дем'янівка
- Зелений Гай
- Зелений Став
- Казанківка
- Карпівка
- Малинівка
- Миколаївка
- Мирне
- Могилівка
- Новомалинівка
- Олександрія
- Плугатар
- Полтавка
- Радевичеве
- Розівка
- Тихий Став
- Цвіткове
- Червоне
- Широка Дача
- Широка Долина
- Яблунівка
- Явдотівка